# Noorwegen op het Eurovisiesongfestival 2001
Noorwegen nam deel aan het Eurovisiesongfestival 2001 in Kopenhagen (Denemarken). Het was de 41ste keer dat Noorwegen deelnam aan het Eurovisiesongfestival. NRK was verantwoordelijk voor de Noorse bijdrage voor de editie van 2001.

## Selectieprocedure
Net zoals het vorige jaar, koos men er weer voor om een nationale finale te organiseren.
Deze vond plaats in de Spektrum Arena in Oslo en werd gepresenteerd door Hans Christian Andersen.
In totaal deden er twaalf artiesten mee aan deze finale en de winnaar werd gekozen door een mix van televoting en jurypunten.
Er waren twee stemronden. In de eerste ronde werden de beste vier liedjes geselecteerd waarna deze onderling uitmaakten wie naar Stockholm mocht.
| Volgorde | Artiest          | Lied                              | Lyrics (l) / Muziek (m)                                                             | Punten | Plaats |
| -------- | ---------------- | --------------------------------- | ----------------------------------------------------------------------------------- | ------ | ------ |
| 1        | Marianne Ligaard | "Every Night Is Saturday Night"   | Bottolf Lødemel (m & l), Lars Aass (m & l)                                          | 34     | 8      |
| 2        | Rasmus Høgset    | "Looking For Love"                | Jan Johansen (m & l), Thomas Heinonen (l), Brad Johnson (l)                         | 52     | 6      |
| 3        | Mocci            | "You've Got The Motion"           | Stein Johan Grieg Halvorsen (m & l), Erlend Klarholm Nilsen (m & l), Mocci Ryen (l) | 70     | 3      |
| 4        | Remy             | "Still An Angel"                  | Øivind Madsen (m & l), Leif Johansen (l)                                            | 55     | 4      |
| 5        | Camilla Fagerås  | "Free"                            | Ken Ingwersen (m), Jon-Willy Rydningen (m), Svein Finneide (l)                      | 32     | 9      |
| 6        | Rune Rudberg     | "Without You"                     | Rune Rudberg (m & l)                                                                | 53     | 5      |
| 7        | Are Sigvardsen   | "Is She The One"                  | Are Sigvardsen (m & l)                                                              | 27     | 10     |
| 8        | Rebecca          | "U Ain't Seen The Best of Me Yet" | Rebecca Wolsdal (m & l)                                                             | 20     | 11     |
| 9        | Elin Torset      | "Brighter Than Light"             | Elin Torset (m & l)                                                                 | 82     | 2      |
| 10       | Lars-Fredrik     | "Show Me The Way"                 | Elias Muri (m), Bottolf Lødemel (m), Lars Aass (l)                                  | 7      | 12     |
| 11       | BIAZ             | "Your Heart Belongs To Me"        | Lars Berg (m & l)                                                                   | 45     | 7      |
| 12       | Haldor Lægreid   | "On My Own"                       | Ole Henrik Antonsen (m & l), Tom-Steinar Hanssen (m & l), Ole Jørgen Olsen (l)      | 90     | 1      |

| Artiest        | Lied                    | Lyrics (l) / Muziek (m)                                                             | Televoting | Plaats |
| -------------- | ----------------------- | ----------------------------------------------------------------------------------- | ---------- | ------ |
| Mocci          | "You've Got The Motion" | Stein Johan Grieg Halvorsen (m & l), Erlend Klarholm Nilsen (m & l), Mocci Ryen (l) | 66         | 3      |
| Remy           | "Still An Angel"        | Øivind Madsen (m & l), Leif Johansen (l)                                            | 64         | 4      |
| Elin Torset    | "Brighter Than Light"   | Elin Torset (m & l)                                                                 | 84         | 2      |
| Haldor Lægreid | "On My Own"             | Ole Henrik Antonsen (m & l), Tom-Steinar Hanssen (m & l), Ole Jørgen Olsen (l)      | 94         | 1      |

## In Kopenhagen
In Denemarken moest Noorwegen optreden als vierde, na Bosnië-Herzegovina en voor Israël. Na de stemming bleek dat Noorwegen de gedeelde laatste plaats had behaald met 3 punten.
Door dit resultaat mocht Noorwegen niet deelnemen aan het Eurovisiesongfestival 2002.
België deed niet mee in 2001 en Nederland hadden geen punten over voor deze inzending.

### Gekregen punten

#### Finale
| 12 punten | 10 punten | 8 punten   | 7 punten | 6 punten |
| --------- | --------- | ---------- | -------- | -------- |
|           |           |            |          |          |
| 5 punten  | 4 punten  | 3 punten   | 2 punten | 1 punt   |
|           |           | - Portugal |          |          |

### Punten gegeven door Noorwegen

#### Finale
Punten gegeven in de finale:
| 12 punten | Denemarken  |
| 10 punten | Estland     |
| 8 punten  | Griekenland |
| 7 punten  | Frankrijk   |
| 6 punten  | Slovenië    |
| 5 punten  | Malta       |
| 4 punten  | Spanje      |
| 3 punten  | Duitsland   |
| 2 punten  | Zweden      |
| 1 punt    | IJsland     |

1960 · 1961 · 1962 · 1963 · 1964 · 1965 · 1966 · 1967 · 1968 · 1969 · 1970 · 1971 · 1972 · 1973 · 1974 · 1975 · 1976 · 1977 · 1978 · 1979 · 1980 · 1981 · 1982 · 1983 · 1984 · 1985 · 1986 · 1987 · 1988 · 1989 · 1990 · 1991 · 1992 · 1993 · 1994 · 1995 · 1996 · 1997 · 1998 · 1999 · 2000 · 2001 · 2002 · 2003 · 2004 · 2005 · 2006 · 2007 · 2008 · 2009 · 2010 · 2011 · 2012 · 2013 · 2014 · 2015 · 2016 · 2017 · 2018 · 2019 · 2020 · 2021 · 2022 · 2023 · 2024 · 2025